# 斛斯文略
斛斯文略（?—?），中国南北朝北齐政治人物，匈奴族。
齐后主时，斛斯文略官至侍中。北齐、北周战争不断，有时也有和解时期。天统四年（568年）八月，北齐向北周请和，北周宇文护派军司马陆逞出使北齐聘问。九月初四，北齐太上皇帝高湛（齐武成帝）派侍中斛斯文略回访北周聘问。